# Publius concretus
Veturius concretus es una especie de coleóptero de la familia Passalidae.

## Distribución geográfica
Habita en Colombia.